# Episodi di Punky Brewster (prima stagione)
La prima stagione della serie televisiva Punky Brewster è stata trasmessa in anteprima negli Stati Uniti d'America dalla NBC tra il 16 settembre 1984 e il 31 marzo 1985.
| nº | Titolo originale                            | Titolo italiano | Prima TV USA      | Prima TV Italia |
| -- | ------------------------------------------- | --------------- | ----------------- | --------------- |
| 1  | Punky Finds a Home (Part 1)                 |                 | 16 settembre 1984 |                 |
| 2  | Punky Finds a Home (Part 2)                 |                 | 23 settembre 1984 |                 |
| 3  | Punky Finds a Home (Part 3)                 |                 | 30 settembre 1984 |                 |
| 4  | Punky Gets Her Own Room/Lost and Found      |                 | 7 ottobre 1984    |                 |
| 5  | Walk Pool/Gone Fishin'                      |                 | 14 ottobre 1984   |                 |
| 6  | Take Me Out to the Ball Game                |                 | 21 ottobre 1984   |                 |
| 7  | Parents Night                               |                 | 28 ottobre 1984   |                 |
| 8  | Visit to the Doctor/Go to Sleep             |                 | 4 novembre 1984   |                 |
| 9  | Miss Adorable                               |                 | 25 novembre 1984  |                 |
| 10 | Dog Dough Afternoon                         |                 | 2 dicembre 1984   |                 |
| 11 | Bye Bye, My                                 |                 | 9 dicembre 1984   |                 |
| 12 | Yes, Punky, There Is a Santa Claus (Part 1) |                 | 16 dicembre 1984  |                 |
| 13 | Yes, Punky, There Is a Santa Claus (Part 2) |                 | 16 dicembre 1984  |                 |
| 14 | Play It Again, Punky                        |                 | 20 gennaio 1985   |                 |
| 15 | Henry Falls in Love (Part 1)                |                 | 27 gennaio 1985   |                 |
| 16 | Henry Falls in Love (Part 2)                |                 | 3 febbraio 1985   |                 |
| 17 | My Aged Valentine                           |                 | 10 febbraio 1985  |                 |
| 18 | I Love You, Brandon                         |                 | 17 febbraio 1985  |                 |
| 19 | Punky Brewster's Workout                    |                 | 24 febbraio 1985  |                 |
| 20 | Gals and Dolls                              |                 | 3 marzo 1985      |                 |
| 21 | Fenster Hall (Part 1)                       |                 | 31 marzo 1985     |                 |
| 22 | Fenster Hall (Part 2)                       |                 | 31 marzo 1985     |                 |